# Luca Colombo
Luca Colombo (Cantù, 26 dicembre 1969) è un ex ciclista su strada italiano.
Nella specialità della cronometro a squadre vinse la medaglia d'argento ai Giochi olimpici di Barcellona 1992 e la medaglia d'oro ai Campionati del mondo di ciclismo su strada 1991 di Stoccarda e ai Campionati del mondo di ciclismo su strada 1994 disputati a Catania. Fu poi professionista dal 1995 al 1997.

## Carriera
Nel biennio 1991-1992 il quartetto della cronometro a squadre composto da Flavio Anastasia, Luca Colombo, Gianfranco Contri e Andrea Peron si aggiudicò due medaglie importanti a livello internazionale, dapprima l'oro ai mondiali di Stoccarda 1991 e successivamente l'argento ai Giochi olimpici estivi di Barcellona 1992. Ancora dilettante, Colombo rappresentò l'Italia ai mondiali di Agrigento 1994, nella prova a cronometro, vincendo un altro oro.

## Palmarès
- 1991 (dilettanti)

Campionati del mondo, Cronometro a squadre
- 1992 (dilettanti)

Duo Normand (cronocoppie con Gianfranco Contri)
- 1993 (dilettanti)

Coppa San Bernardino
- 1994 (dilettanti)

Trofeo Gino Visentini
Campionati del mondo, Cronometro a squadre
Prologo Olympia's Tour (cronometro)
10ª tappa Olympia's Tour

## Piazzamenti

### Classiche monumento
- Milano-Sanremo

1995: 143º
- Giro delle Fiandre

1996: 103º

### Competizioni mondiali
- Campionati del mondo

Stoccarda 1991 - Cronosquadre: vincitore
Catania 1994 - Cronosquadre: vincitore
Catania 1994 - Cronometro: 20º
- Giochi olimpici

Barcellona 1992 - Prova a squadre: 2º